# Lentipes concolor
Lentipes concolor är en fiskart som först beskrevs av Gill, 1860.  Lentipes concolor ingår i släktet Lentipes och familjen smörbultsfiskar. IUCN kategoriserar arten globalt som otillräckligt studerad. Inga underarter finns listade i Catalogue of Life.